# 페르난도 키라르테

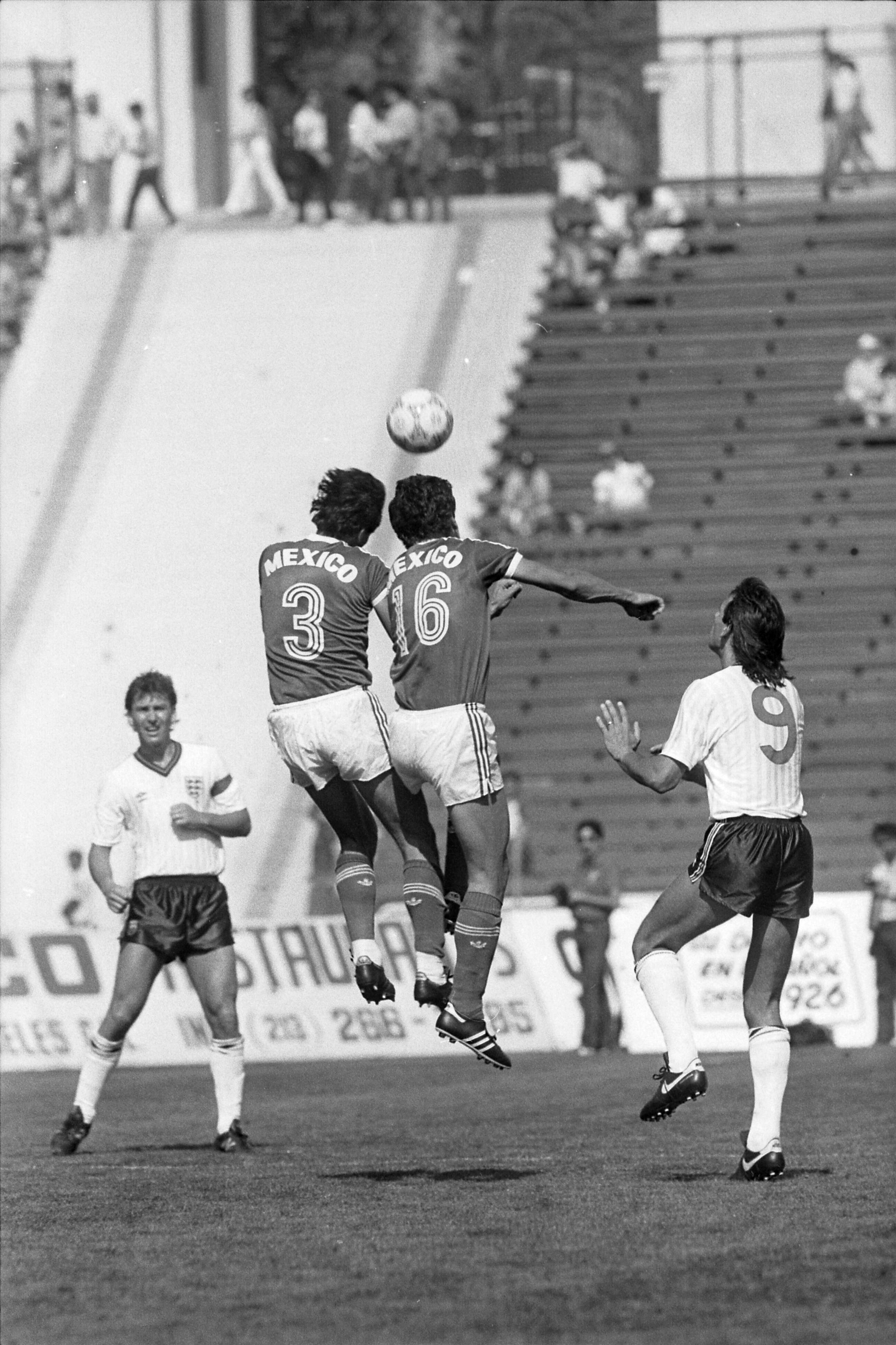
1986년, 멕시코 국가대표팀의 키라르테 (뛰어오른 왼쪽 선수)

페르난도 키라르테 구티에레스(스페인어: Fernando Quirarte Gutiérrez, 1956년 5월 17일, 할리스코 주 과달라하라 ~)는 멕시코의 전직 프로 축구 선수이자 감독이다.
그는 현역 시절 1973년부터 1987년까지 과달라하라와 멕시코 국가대표팀에서 활약했고, 멕시코 국가대표팀에서 45번의 경기에 출전해 5골을 기록했는데, 이 중 2골은 1986년 월드컵에서 기록했다.
은퇴 후, 그는 산토스 라구나, 아틀라스, 그리고 치아파스를 지도했다.
2011년 10월 4일, 그의 친정 구단인 과달라하라가 호세 루이스 레알의 후임으로 페르난도 키라르테를 선임했다. 그가 취임하기 직전 과달라하라는 케레타로에게 0-1로 패해, 멕시코 전반기 리그에서 4경기 무승을 달리고 있었다.

## 경력 통계

### 국가대표팀 득점 기록
아래의 점수에서 왼쪽의 점수가 멕시코의 점수이다.
| #  | 날짜            | 경기장                                                | 상대     | 점수 | 결과 | 대회          |
| -- | --------------- | ----------------------------------------------------- | -------- | ---- | ---- | ------------- |
| 1. | 1984년 8월 11일 | 동독, 동베를린, 프리드리히-루트비히-얀-슈포르트파르크 | 동독     | 1–1  | 1–1  | 친선경기      |
| 2. | 1986년 6월 3일  | 멕시코, 멕시코 시, 아스테카 경기장                    | 벨기에   | 1–0  | 2–1  | 1986년 월드컵 |
| 3. | 1986년 6월 11일 | 멕시코, 멕시코 시, 아스테카                           | 이라크   | 1–0  | 1–0  | 1986년 월드컵 |
| 4. | 1987년 4월 28일 | 멕시코, 톨루카, 네메시오 디에스 경기장                | 바하마   | 9–0  | 13–0 | 친선경기      |
| 5. | 1987년 2월 2일  | 미국 산타 아나, 산타 아나 경기장                      | 가이아나 | X–0  | 9–0  | 친선경기      |